# Prague 12
Prague 12, officiellement district municipal de Prague (Městská čast Praha 12), est une municipalité de second rang à Prague, en République tchèque. Le district administratif (správní obvod) du même nom comprend les arrondissements municipaux de Prague 12 et de Cholupice, Kamýk, Komořany, Modřany et Točná. 